# Alexander Jurjewitsch Prokopjew
Alexander Jurjewitsch Prokopjew (russisch Александр Юрьевич Прокопьев; * 10. Juni 1971 in Moskau, Russische SFSR, UdSSR) ist ein ehemaliger russischer Eishockeyspieler und heutiger -trainer. Von 1987 bis 2006 spielte er in der russischen Superliga und tschechischen Extraliga.

## Karriere
Alexander Prokopjew begann seine Karriere als Eishockeyspieler bei Kristall Elektrostal, für die er von 1987 bis 1989 aktiv war. Anschließend erhielt er einen Vertrag beim HK ZSKA Moskau, für den er in der Saison 1990/91 sein Debüt in der russischen Superliga gab, und mit dem er zudem den Europapokal gewann. Nach zwei Jahren Pause erhielt der Angreifer vor der Saison 1993/94 einen Vertrag beim HK Dynamo Moskau, mit dem er 1995 Meister der GUS wurde und für den er insgesamt drei Jahre lang spielte. Von 1996 bis 1998 stand der Rechtsschütze in der tschechischen Extraliga beim HC Vítkovice Steel unter Vertrag, mit dem er 1997 Vizemeister wurde.
Daraufhin kehrte Prokopjew in seine russische Heimat zurück, wo er von 1998 bis 2000 erneut für seinen Ex-Klub HK Dynamo Moskau auflief, mit dem er 2000 Russischer Meister wurde. Nach diesem Erfolg wechselte er zu deren Ligarivalen HK Awangard Omsk, mit dem er 2004 ebenfalls die Meisterschaft gewann. An den Meisterschaften 2000 und 2004 hatte Prokopjew jeweils großen Anteil als Topscorer der Playoffs. Nachdem der Angreifer 2005 mit Omsk den IIHF European Champions Cup gewonnen hatte, wechselte er zu Chimik Moskowskaja Oblast, wo er 2006 seine Karriere beendete.

### International
Für Russland nahm Prokopjew an den Weltmeisterschaften 1995, 1996, 1997, 1999, 2000, 2001, 2002 und 2004 teil. Dabei gewann er 2002 die Silbermedaille.

### Als Trainer
Alexander Prokopjew begann seine Trainerkarriere bei Chimik / Atlant Mytischtschi. Später gehörte er zwischen 2011 und 2013 zum Trainerstab der Serebrjanje Lwy, dem Juniorenteam des SKA Sankt Petersburg, an.
In der Saison 2018/19 war er Assistenztrainer bei Witjas Podolsk, seit 2019 ist er Trainer beim HK Tambow.

## Erfolge und Auszeichnungen
| - 1990 Europapokal-Gewinn mit dem HK ZSKA Moskau - 1995 GUS-Meister mit dem HK Dynamo Moskau - 1997 Tschechischer Vizemeister mit dem HC Vítkovice Steel - 2000 Russischer Meister mit dem HK Dynamo Moskau - 2000 Topscorer der Superliga-Playoffs | - 2004 Russischer Meister mit dem HK Awangard Omsk - 2004 Topscorer der Superliga-Playoffs - 2004 Bester Torschütze der Superliga-Playoffs - 2005 IIHF-European-Champions-Cup-Gewinn mit dem HK Awangard Omsk |

### International
- 1997 Zweites All-Star-Team der Weltmeisterschaft
- 2002 Silbermedaille bei der Weltmeisterschaft